# Limbach bei Neudau
Limbach bei Neudau est une ancienne commune autrichienne du district de Hartberg en Styrie.